# Мала Црквина
45°16′ пн. ш. 15°38′ сх. д. / 45.26° пн. ш. 15.63° сх. д.
Мала Црквина (хорв. Mala Crkvina) — населений пункт у Хорватії, у Карловацькій жупанії у складі громади Крняк.

## Населення
Населення за даними перепису 2011 року становило 42 осіб.
Динаміка чисельності населення поселення: